# Ostrov Lorda Howa
Ostrov lorda Howa (anglicky Lord Howe Island) je malý ostrov v jižním Pacifiku ležící asi 700 km severovýchodně od Sydney. Tento ostrov je součástí státu Nový Jižní Wales. Rozkládá se na erozí rozhlodaném vulkánu a má tvar půlměsíce o délce 12 km a šířce 3 km s lagunou o šířce 6 km. Žije zde přibližně 350 obyvatel. Nejvyšším bodem ostrova je Mount Gower (875 m) a po něm Mount Lidgbird (777 m). Na ostrově je subtropické klima s teplotami v zimě od 16 °C do 19 °C a v létě od 26 °C. Celoroční srážky činí 1650 mm. V zimním období zde více prší a fouká vítr.
Celý ostrov, blízké ostrůvky i okolní moře jsou od roku 1982 zapsány na Seznamu světového přírodního dědictví lidstva UNESCO. Souhrnná plocha chráněného území je 1463 km².

## Historie
Ostrov byl objeven v roce 1778 lodí jménem Supply plující ze Sydney na ostrov Norfolk. Kapitán lodi Henry Lidgbird Ball dal své jméno Ballově pyramidě a ostrov lorda Howa pojmenoval po Richardovi, vikomtu Howeovi, svém nejvyšším nadřízeném ve funkci prvního lorda admirality. Prvními osadníky byli až v roce 1833 tři bílí muži s maorskými ženami. Většina ze 300 obyvatel jsou ale potomky dvou mužů a tří žen kteří sem připluli z Gilbertových ostrovů (dnešní Kiribati) roku 1853. V polovině 19. století ostrov sloužil jako zastávka velrybářských lodí z USA a Británie. S úpadkem velrybářského průmyslu ostrovany spasil turistický ruch, dnes hlavní zdroj příjmů, krom vývozu a pěstování semenáčků palem druhu Howea forsteriana.

## Flóra a fauna
- Na omezené ploše ostrova nalezneme úchvatnou exotickou vegetaci. V důsledku své izolace nám poskytuje řadu cenných informací o vývoji rostlinných druhů. Nezvykle vysoký je počet endemických rostlinných druhů, tedy takových, jež jsou rozšířeny jen na tomto ostrově. Patří k nim třeba takzvaná palma kencie. Tato palma se zde pěstuje a vyváží následně do celého světa. Je zdrojem obživy místních obyvatel. Na ostrově roste celkem 241 druhů rostlin, z toho 105 druhů je endemických. Největší počet těchto vzácných druhů se nachází na náhorní plošině vrcholu Mount Gower, kde je klima s velkou vlhkostí vzduchu a nic z vnějšího světa nenarušilo dosud místní křehkou rovnováhu.
- Největším nebezpečím pro ostrov je člověk. Roku 1918 se zde objevila první krysa, což mělo za následek vyhubení 9 z 15 jedinečných druhů ptáků. V současnosti se s tímto hlodavcem bojuje na všech frontách.
- V živočišné říši tu dominují ptáci. Žije zde 32 druhů ptáků, převážně tu hnízdí terejové, buřňáci či rybáci. Nejpozoruhodnější je zřejmě chřástal Howeův (Gallirallus sylvestris), připomínající vzdáleně novozélandského kiviho. Je považován za nejohroženějšího ptáka na světě, nikde jinde se totiž nevyskytuje. Byl vytvořen záchranný program a dnes již chřástal není na úplném okraji vyhubení. Za zmínku ještě stojí endemický druh strašilka humří Dryococelus australis, žijící na Ballově pyramidě, osamoceném ostrůvku náležícím k ostrovu lorda Howa. Strašilku humři mohou od března 2025 obdivovat návštěvníci Zoo Praha.[2]
- Pod hladinou se rozprostírá nejjižnější korálový útes na Zemi s nádhernými slapy z měkkých korálů s četnými endemickými druhy ryb. Vzácným tvorem místních vod je ryba kněžík s výrazně baňatým čelem a tlustými pysky. Ve zdejších vodách se střetávají dva podmořské světy (tropický a arktický), vzniká tak jedinečné prostředí pro vodní tvory, kteří by se za normálních okolností nikdy nesetkali.

## Doprava
Na ostrově se nachází pouze jedna silnice a velice málo aut. Nejčastěji se na ostrově cestuje na kole. Je zde několik půjčoven kol a jedna půjčovna aut s parkem 6 vozů. Není tu pouliční osvětlení.
Jinak se tu hojně využívá lodní přeprava. Místní obyvatelé si zakoupili nákladní loď, která jim zajišťuje kontakt s vnějším světem. Zajímavostí je, že se na ostrově chodí převážně naboso.

## Místopis
- Pláže – Neds Beach, Middle Beach, Blinky Beach, Old Settlement Beach, North Bay, Old Gulch
- Vyhlídka – Kims Lookout
- Vrcholy:
  - Mount Eliza (147 m n. m.) – hnízdiště rybáků černohřbetých
  - Malabar Hill (209 m n. m.) – hnízdiště faetonů červenoocasých
  - Transit Hill (121 m n. m.)
  - Intermediate Hill (250 m n. m.) – poblíž přistávací dráha
  - Mount Lidgbird (777 m n. m.)
  - Mount Gower (875 m n. m.)
  - Ball's pyramid (548 m n. m.) – špičaté skalisko sopečného původu 20 km jihovýchodně od ostrova

## Významná světová hodnota podle UNESCO
Souostroví lorda Howa je ojedinělým příkladem oceánských ostrovů sopečného původu, které skýtají jedinečnou biotu rostlin a živočichů, stejně jako nejodolnější korálový útes na světě. Jedná se o výjimečnou oblast, jež poskytuje významné hnízdiště pro kolonie mořských ptáků, stejně jako přírodní stanoviště pro zachování ohrožených druhů. Endemické druhy zahrnují vzácné živočichy, jako je nelétavý chřástal Howeův (Gallirallis sylvestris), považovaný za jednoho z nejvzácnějších ptáků na světě, a kriticky ohrožená strašilka humří (Dryococelus australis), největší hmyz na světě (někdy také strašilka Howeova).
Asi 75% pevniny je spravováno jako trvalá rezervace, sestávající ze severních a jižních hor samotného ostrova lorda Howa, dále Admiralty Islands, Mutton Bird Islands, Balls Pyramid a okolní ostrůvky. Místo se nachází v Tasmanově moři, přibližně 570 kilometrů východně od Port Macquarie. Celý prostor včetně mořské oblasti a přidružených korálových útesů zahrnuje 146 300 hektarů, přičemž pevnina zabírá okolo 1 540 hektarů.

## Fotogalerie

vlajka ostrova
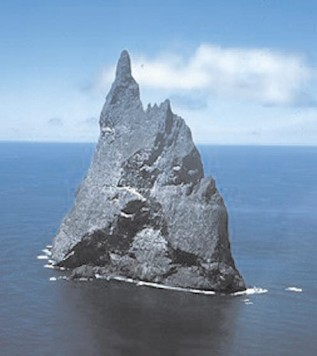
Ballova pyramida 23 km od ostrova
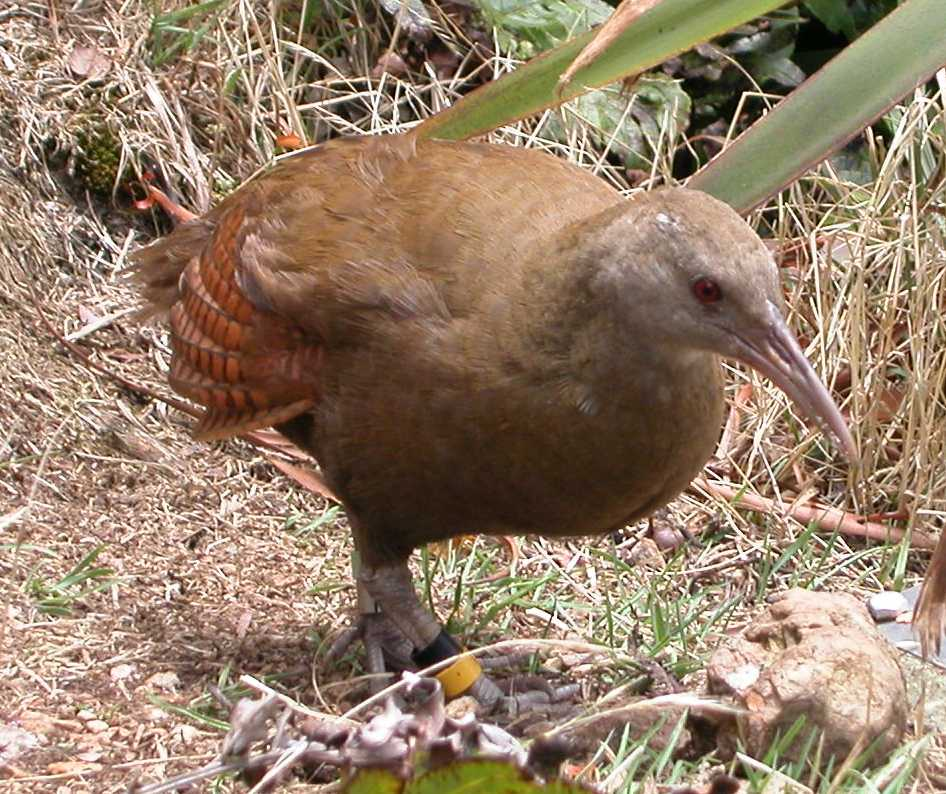
endemický druh - chřástal Howeův
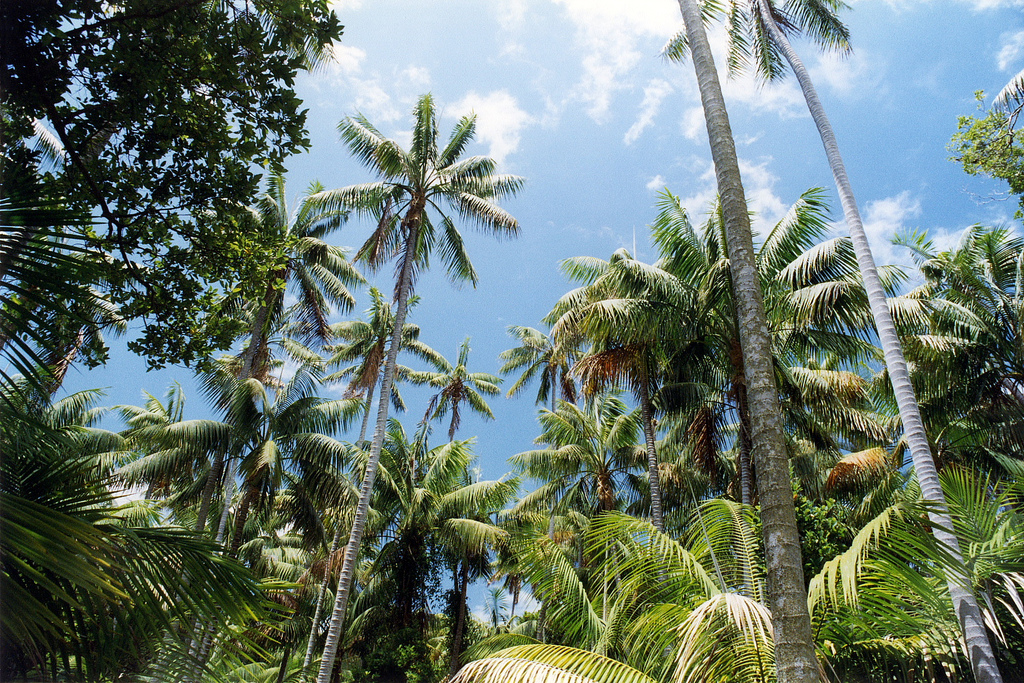
palma Kentia
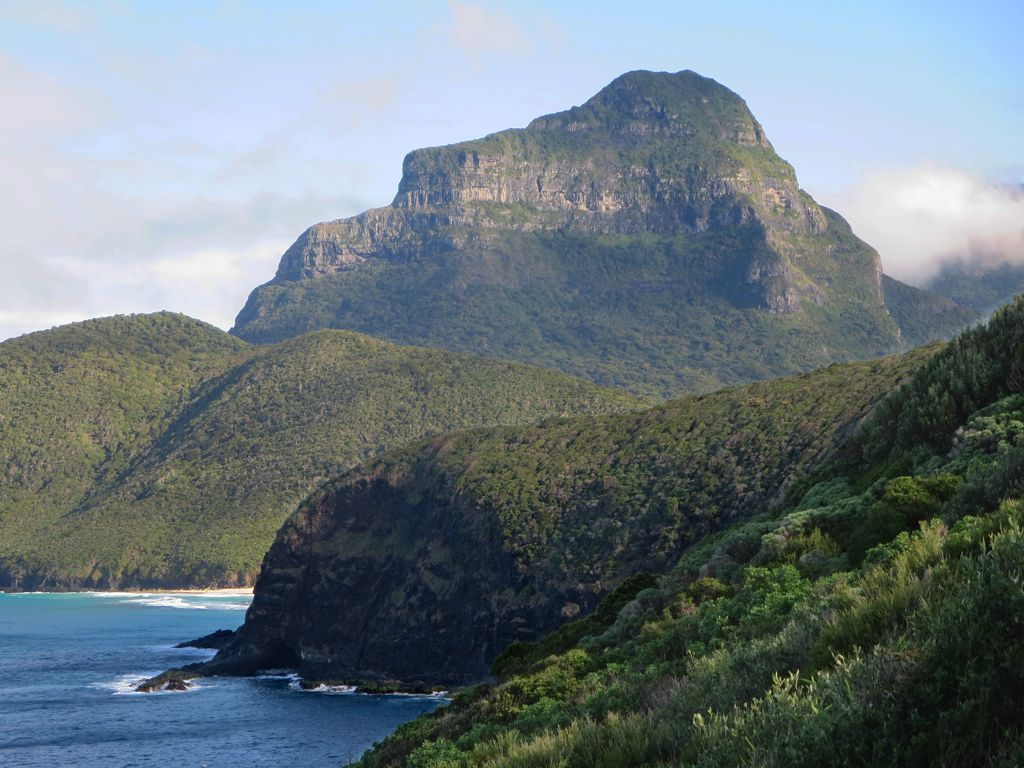
Clear Place Point